# Metzgeria inflata
Metzgeria inflata är en bladmossart som beskrevs av Franz Stephani. Metzgeria inflata ingår i släktet bandmossor, och familjen Metzgeriaceae. Inga underarter finns listade i Catalogue of Life.